# Diéviéssou
Diéviéssou  est une localité du centre de la Côte d'Ivoire, et appartenant au département de Béoumi, Région de la Vallée du Bandama. La localité de Diéviéssou est un chef-lieu de commune.